# Oligoclada rubribasalis
Oligoclada rubribasalis – gatunek ważki z rodziny ważkowatych (Libellulidae).